# Liste der Biografien/Brui
Liste der Biografien |
Portal Biografien |
Personensuche
# |
A |
B |
C |
D |
E |
F |
G |
H |
I |
J |
K |
L |
M |
N |
O |
P |
Q |
R |
S |
T |
U |
V |
W |
X |
Y |
Z |
?
 
Ba |
Be |
Bd |
Bg |
Bh |
Bi |
Bj |
Bl |
Bm |
Bn |
Bo |
Br |
Bs |
Bu |
Bw |
By |
Bz
 
Bra |
Brc |
Brd |
Bre |
Brg |
Bri |
Brj |
Brk |
Brl |
Brn |
Bro |
Brp–Brt |
Bru |
Brv |
Bry |
Brz
 
Brua |
Brub |
Bruc |
Brud |
Brue |
Bruf |
Brug |
Bruh |
Brui |
Bruj |
Bruk |
Brul |
Brum |
Brun |
Brup |
Brur |
Brus |
Brut |
Bruu |
Bruv |
Bruw |
Brux |
Bruy |
Bruz
Die Liste der Biografien führt alle Personen auf, die in der deutschsprachigen Wikipedia einen Artikel haben. Dieses ist eine Teilliste mit 54 Einträgen von Personen, deren Namen mit den Buchstaben „Brui“ beginnt.

## Brui

### Bruic
- Bruice, Thomas C. (1925–2019), US-amerikanischer Chemiker

### Bruij
- Bruijckere, Sjel de (1928–2011), niederländischer Fußballspieler
- Bruijn, Adrianus Cornelis de (1887–1968), niederländischer Gewerkschaftsführer und Politiker (KVP)
- Bruijn, Anton August (1842–1890), niederländischer Plumassier und Naturalienhändler
- Bruijn, Caroline De (* 1962), niederländische Schauspielerin
- Bruijn, Daniëlle de (* 1978), niederländische Wasserballspielerin
- Bruijn, de Chantal (* 1976), niederländische Feldhockeyspielerin
- Bruijn, Inge de (* 1973), niederländische SchwimmerinInge de Bruijn (* 1973)

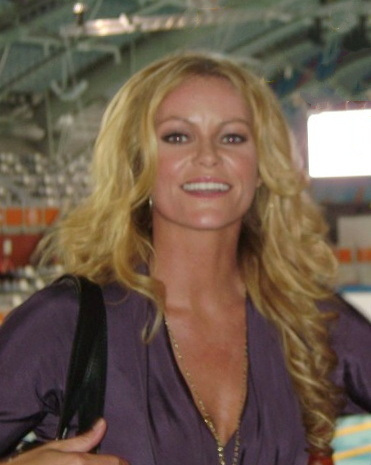
Inge de Bruijn (* 1973)

- Bruijn, Jean Paul de (* 1965), niederländischer Karambolagespieler
- Bruijn, Jordy (* 1996), niederländischer Fußballspieler
- Bruijn, Nicolaas Govert de (1918–2012), niederländischer Mathematiker
- Bruijn, Sophia Adriana de (1816–1890), niederländische Kunstsammlerin, Mäzenatin und Museumsgründerin
- Bruijn, Yorick de (* 1986), niederländischer Wasserspringer
- Bruijsten, Kevin (* 1987), niederländischer Eishockeyspieler
- Bruijsten, Mitch (* 1989), niederländischer Eishockeyspieler
- Bruijstens, Gerben (* 1974), niederländischer Badmintonspieler

### Bruil
- Bruil, Chris (* 1970), niederländischer Badmintonspieler

### Bruin
- Bruin, Annie (1879–1961), niederländische Malerin und Zeichnerin
- Bruin, Christine de (* 1989), kanadische Bobfahrerin
- Bruin, Corrie de (* 1976), niederländische Leichtathletin
- Bruin, Erik de (* 1963), niederländischer Diskuswerfer und Kugelstoßer
- Bruin, Hendrik (* 1966), niederländischer Mathematiker
- Bruin, Johannes de (1620–1675), niederländischer Philosoph, Physiker und Mathematiker
- Bruin, Petra de (* 1962), niederländische Radrennfahrerin
- Bruin, Serena (* 1998), US-amerikanische Volleyballspielerin
- Bruin, Will (* 1989), US-amerikanischer Fußballspieler
- Bruinessen, Martin van (* 1946), niederländischer Soziologe
- Bruinier, Ansco (1898–1973), deutscher Musiker
- Bruinier, August Heinrich (1897–1970), deutscher Geiger und Violinpädagoge
- Bruinier, Bettina (* 1975), deutsche Regisseurin
- Bruinier, Franz Servatius (1905–1928), Komponist und Pianist
- Bruinier, Jan Hendrik (* 1971), deutscher Mathematiker
- Bruiningk, Edmund von (1846–1885), baltischer Kunsthistoriker
- Bruiningk, Friedrich Justin von (1707–1774), deutsch-baltischer Theologe
- Bruiningk, Heinrich Friedrich von (1773–1850), Theologe
- Bruiningk, Hermann von (1849–1927), baltischer Historiker
- Bruiningk, Marie von (1818–1853), deutsch-baltische Aristokratin
- Bruinja, Tsead (* 1974), niederländischer Schriftsteller
- Bruins Slot, Hanke (* 1977), niederländische Politikerin und Soldatin
- Bruins, Bruno (* 1963), niederländischer Politiker
- Bruins, Elton John (1927–2020), US-amerikanischer reformierter Theologe
- Bruins, Eppo (* 1969), niederländischer Politiker
- Bruins, Evert Marie (1909–1990), niederländischer Physiker, Mathematiker und Mathematikhistoriker
- Bruins, Hajo (* 1959), niederländischer Schauspieler
- Bruins, Jan (1940–1997), niederländischer Motorradrennfahrer
- Bruins, Luigi (* 1987), italienisch-niederländischer Fußballspieler
- Bruins, Siert (1921–2015), deutsch-niederländischer Kollaborateur während der deutschen Besatzung der Niederlande im Zweiten Weltkrieg
- Bruinsma, Gerben (1951–2022), niederländischer Kriminologe und Hochschullehrer
- Bruinsma, Jeffrey (* 1977), niederländischer Jazzgeiger
- Bruinsma, Klaas (1953–1991), niederländischer Drogenhändler und Mafiaboss
- Bruinsma, Marcel (* 1986), kanadisch-niederländischer Eishockeyspieler
- Bruintjies, Henricho (* 1993), südafrikanischer Sprinter
- Bruinvis, Cornelis Willem (1829–1922), niederländischer Apotheker, Lokalhistoriker, Archivar und Kunsthistoriker

### Bruix
- Bruix, Étienne Eustache (1759–1805), französischer Seemann und Marineoffizier